# The Collection (Grace Jones)
| Recensione | Giudizio |
| ---------- | -------- |
| AllMusic   | [ 1 ]    |

The Collection è la sesta compilation di brani della cantante giamaicana Grace Jones, pubblicata il 14 giugno 2004 dalla Universal Music Group.

## Tracce
1. Warm Leatherette - 4:31
2. Nipple to the Bottle - 5:52
3. Everybody Hold Still - 3:12
4. Private Life - 5:12
5. Use Me - 5:05
6. Living My Life - 3:33
7. La Vie en rose - 7:27
8. Love Is the Drug - 7:11
9. The Hunter Gets Captured by the Game - 3:48
10. Feel Up - 4:04
11. I Need a Man - 3:24
12. Ring of Fire (Demo) - 3:59
13. Walking in the Rain - 4:20
14. All on a Summers Night - 4:15
15. I've Seen That Face Before (Libertango) - 4:30
16. She's Lost Control - 8:23